# Torre del Hoyo de Liordes
La Torre del Hoyo de Liordes (o simplemente, la Torre de Liordes) es una montaña de la cordillera Cantábrica ubicada en el macizo central de los Picos de Europa.
Tiene 2477 metros de altitud y pertenece al sector montañoso donde se localizan la Torre de Salinas, la Torre de Olavarría (2431 m) y la Torre del Hoyo Chico. El collado de la Chavida separa dicho sector de la Torre del Friero.
La Torre del Hoyo de Liordes representa la máxima elevación de las Peñas Cifuentes.

## Rutas de acceso
Son varios los itinerarios de montañismo que conducen a la Torre del Hoyo de Liordes partiendo del puerto de Pandetrave, Santa Marina de Valdeón o Fuente Dé.